# Molecular Biology and Evolution
Molecular Biology and Evolution (Sinh học Phân tử và Tiến hóa) là tập san khoa học đánh giá xuất bản hàng tháng.
Tập san do Hội Sinh học Phân tử và Tiến hóa Hoa Kỳ sở hữu và biên tập, và phát hành bởi Oxford University Press. Tập san xuất bản các công trình trong phân ngành sinh học phân tử và sinh học tiến hóa. Biên tập trưởng sáng lập là Walter Fitch và Masatoshi Nei, Các biên tập viên hiện tại là Brandon Gaut và Claudia Russo.
Theo đánh giá của Journal Citation Reports tạp chí có chỉ số độ ảnh hưởng :
| Năm  | Chỉ số ảnh hưởng | Tổng công trình | Tổng trích dẫn |
| ---- | ---------------- | --------------- | -------------- |
| 2014 | 9.105            | 275             | 37529          |
| 2013 | 14.308           | 238             | 34971          |
| 2012 | 10.353           | 294             | 32168          |
| 2011 | 5.55             | 297             | 28313          |
| 2010 | 5.51             | 258             | 25812          |
| 2009 | 9.872            | 251             | 23784          |
| 2008 | 7.280            | 263             | 20661          |

Chỉ dẫn